# Eilema morosina
Eilema morosina är en fjärilsart som beskrevs av Herrich-Schäffer 1848. Eilema morosina ingår i släktet Eilema och familjen björnspinnare. Inga underarter finns listade i Catalogue of Life.